# Laphria semitecta
Laphria semitecta är en tvåvingeart som först beskrevs av Daniel William Coquillett 1910.  Laphria semitecta ingår i släktet Laphria och familjen rovflugor.
Artens utbredningsområde är Manitoba. Inga underarter finns listade i Catalogue of Life.